# Авилис
Авили́с (лит. Avilys) или Авиля́й (лит. Aviliai; устар. Овиле) — озеро в Утенском уезде на востоке Литвы. Располагается в 8 км западнее Зарасая, на территории Имбрадского староства Зарасайского района; юго-восточную часть озера окружает территория Зарасайского староства. Входит в десятку крупнейших озёр Литвы. Относится к бассейну Дисны, левого притока Даугавы.
Озеро имеет сложную форму, вытянутую в направлении северо-запад — юго-восток. Находится на высоте 154,2 м над уровнем моря. Площадь озера составляет 1258 га, длина 8,1 км, ширина до 4,5 км. Наибольшая глубина — 13,5 м, средняя глубина — 3 м. Береговая линия сильно изрезанная, протяжённость — 39,4 км. Всего на озере 31 остров, общей площадью 60 га; множество полуостровов и заливов.
В Авилис впадает в общей сложности 15 водотоков. Площадь водосборного бассейна озера — 73,7 км². На юго-востоке вытекает протока Авиле в озеро Ауслас.